# La Carolina (San Luis)
La Carolina (también conocida como Carolina) es una localidad del departamento Coronel Pringles en la provincia de San Luis, Argentina.
Se encuentra enclavada en las sierras de San Luis, al pie del cerro Tomolosta, de 2018 m s. n. m., a 83 km al norte de la ciudad de San Luis, por la ruta provincial 9.

## Historia

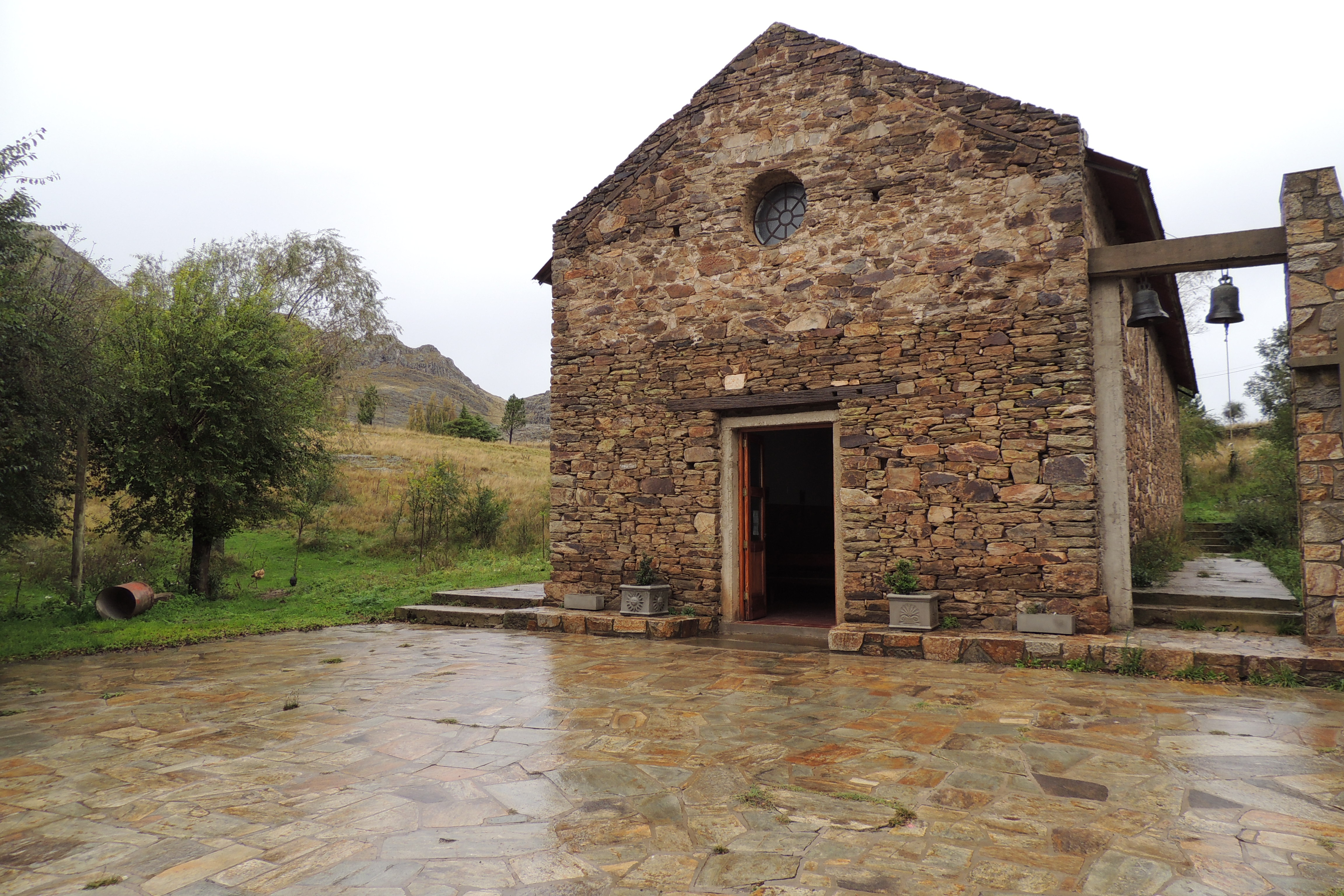
Iglesia de La Carolina

Hacia 1785, el aventurero Don Tomás Lucero, encontró oro en las cercanías a La Carolina, este fue el primer avistamiento del lugar como pueblo. El pueblo fue fundado en 1792 por el Virrey Marqués de Sobremonte -entonces gobernador intendente de la intendencia de Córdoba del Tucumán, a la que pertenecía San Luis en el Virreinato del Río de la Plata-, quien intervino las minas y decidió el trazado de una villa. Bautizó a este pueblo con el nombre La Carolina en honor a Carlos III de España. Por ese entonces, Felipe Anderson y Jacobo Spiere descubren las minas de San Antonio de las Invernadas, posteriormente La Carolina. Se extraía oro que se llevaba a Chile y se acuñaba en la Casa de Moneda de Santiago.
En 2023, fue reconocido por la Organización Mundial del Turismo con el premio de Best Tourism Villages (los mejores pueblos turísticos del mundo).

## Descripción actual

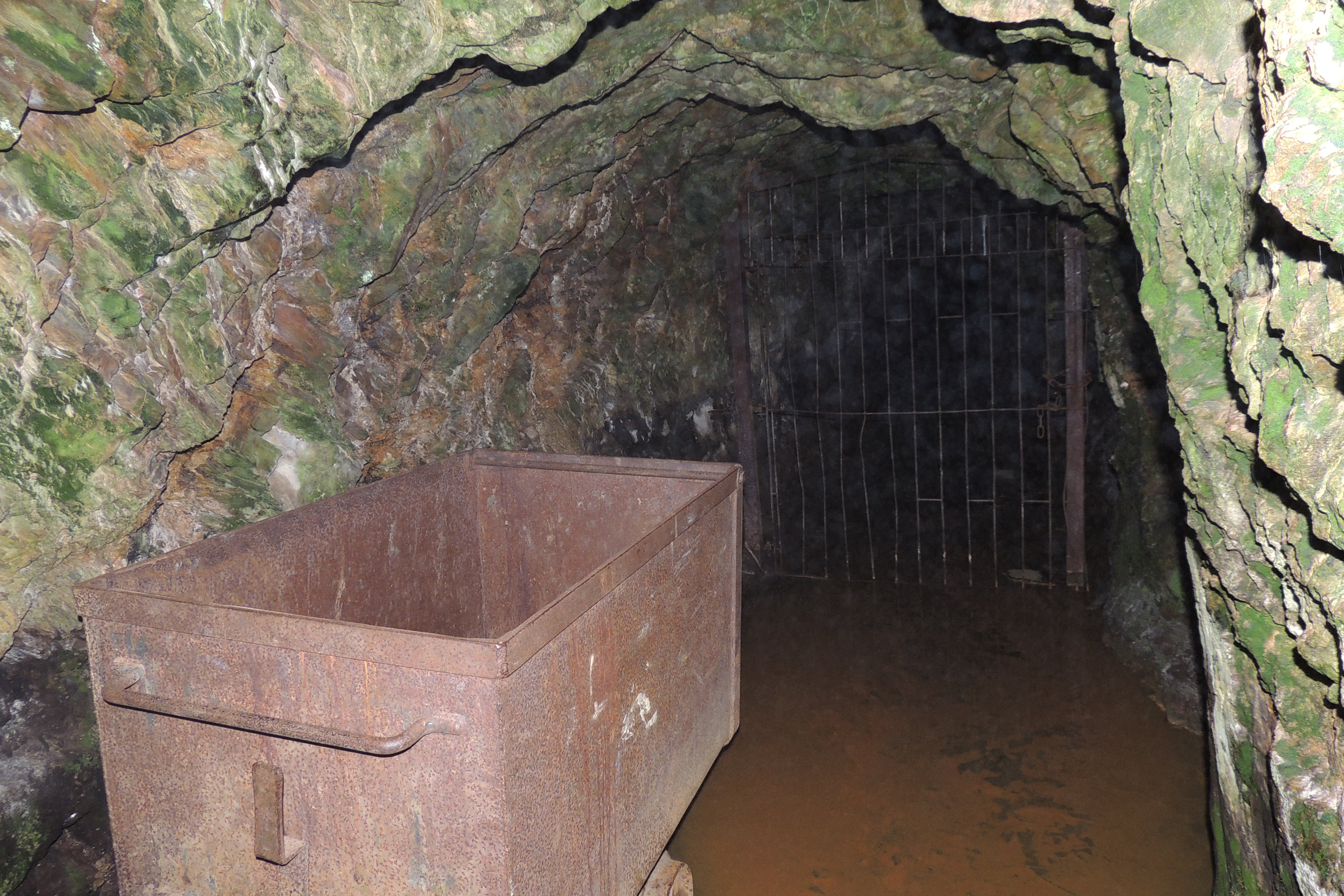
Entrada a la mina

La minería continúa siendo la principal actividad del pueblo, pero utilizando técnicas rudimentarias, pues no hay explotaciones mineras importantes. La vieja mina está abandonada y los pobladores extraen el oro del río.
Actualmente es posible realizar excursiones guiadas al interior de la vieja mina, accediéndose por el túnel principal y adentrándose por sus galerías hasta unos 300 metros.
Existen en los alrededores emprendimientos relacionados con la explotación forestal y el turismo, con visitas a lugares como el Salto de la Negra Libre o la Gruta de Inti Huasi.
En el pueblo se halla la casa natal del poeta Juan Crisóstomo Lafinur.

## Geografía

### Clima
Es templado en verano con varios días de temperaturas superiores a 25 °C pero las noches son generalmente frescas. El invierno es frío y seco, pudiendo las temperaturas llegar hasta los -20 °C. Durante el invierno de 2009 nevó en seis ocasiones.
Temperatura media verano: 19 °C.
Temperatura media invierno: 3 °C.

### Población
Contó con 251 habitantes (Indec, 2010), lo que representó un incremento del 24,8% frente a los 201 habitantes (Indec, 2001) del censo anterior.
Según el censo 2022 la población total del municipio fue de 377 personas. En tanto, el número de viviendas registradas fue de 204.
| Gráfica de evolución demográfica de Carolina entre 1947 y 2022 |
|                                                                |
| Fuente: Censos nacionales del INDEC                            |